# Plazer
Il plazer (pl. plazers, dal lat. placḗre, lett. ‘piacere’) è uno stilema letterario provenzale del Medioevo; prevede componimenti in cui si elencano una serie di situazioni piacevoli nell'ambito laico e mondano, cose desiderate in quanto gradevoli che ci si augurava di vivere. L'elenco era inquadrato nell'ambito di un calendario giornaliero o mensile riflettendo le gioie della vita cortese.
Al plazer si contrappone l'enueg, cioè l'elencazione di cose noiose per l'esistenza umana.